# 不易法
不易法（ふえきほう）とは、古今不変の基本法のことであるが、中世日本においては、判決の確定期限を定めた法律を指す。この期限を過ぎた訴訟の判決に対しては越訴などの異議申立が拒絶された。
『御成敗式目』において、年紀法の論理が導入されて20年の占有をもって権利が確定されることとなっており、裁判の判決にも同様の効果をもたらしていたが、これとは別に源氏将軍3代及び北条政子後見期（嘉禄元年（1225年）以前）の判決に対しても異議申立を認めないとする規則が別途設けられた（前文・第7条）。
その後、正嘉2年（1258年）には嘉禄元年（1225年）から仁治3年（1242年）まで（北条泰時執権期）の判決に拡大され、文永8年（1271年）には康元元年（1256年）まで（北条経時・時頼執権期）に拡大、そして正応3年（1290年）には弘安7年（1284年）まで（長時・時村・時宗執権期）に拡大された。
正応3年法において、越訴の期限を6年にまで短縮した背景には、公権力による判決に異議を認めないとする得宗権力の意図が背景にあったと言われている。また、朝廷においてもこれを取り入れて、弘安8年（1285年）には文永9年（1272年）まで（後嵯峨院院政期）の判決が不易化された。
室町幕府においては、将軍の特別な許可がない限り、3年をもって不易化されるのが原則とされていた。